# Ed Parsons
Ed Parsons (né le 26 septembre 1965) est un technologue géospatial basé à Londres et un évangéliste technologique chez Google. Il travaille à l'évangélisation des données géospatiales pour une application commerciale et, par conséquent, à améliorer l'efficacité des outils basés sur la localisation chez Google. Il est reconnu comme l'un des principaux promoteurs de Google Street View,. Parsons est un membre enregistré de la Royal Geographical Society et il est employé chez Google depuis 2007. Il est partisan du concept relativement nouveau de néogéographie. En 2015, il a été nommé coprésident du W3C / OGC Spatial Data on the Web Working Group, une collaboration entre l'Open Geospatial Consortium et le World Wide Web Consortium avec Kerry Taylor de l'Australian National University,.

## Éducation
Parsons est un citoyen britannique ayant obtenu un baccalauréat ès sciences avec spécialisation en géographie de la Kingston Polytechnic (aujourd'hui Université Kingston) en 1987. En 1989, il faisait partie de l'équipe, qui a créé le premier cours de premier cycle au monde sur le système d'information géographique à l'Université de Kingston,. Il a obtenu sa maîtrise de sciences à Université de Cranfield en télédétection appliquée en 1989.

## Publications
- Outils de visualisation SIG pour l'information spatiale qualitative dans Innovations in SIG (Vol 2), 201-210 (1995)
- Le guide essentiel des SIG dans Geoinformation International (1997).
- Terre numérique de nouvelle génération: prise de position de la "Vespucci Initiative for the Advancement of Geographic Information Science" dans International Journal of Spatial Data Infrastructure Research, vol. 3 (2008).
- La carte du futur n'est peut-être pas une carte! dans The Cartographic Journal, vol. 50 n ° 2 (2013).
- Où est partout: la localisation sur le Web dans IEEE Internet Computing 19 (2): 83-87 (mars 2015).
- Approches spatiales de la recherche d'informations dans Spatial Cognition & Computation, 1-16 (2016).